# Andrew Little (football)
Pour les articles homonymes, voir Andrew Little.
Andrew Little est un footballeur nord-irlandais, né le 12 mai 1989 à Enniskillen en Irlande du Nord. Il évolue actuellement au Preston North End.

## Carrière
- 2007-2014 :  Rangers Football Club
- 2011 :  Port Vale Football Club (prêt)
- 2014 :  Preston North End[1],[2],[3]

## Palmarès
Rangers FC
- Scottish Premier U19 League
  - Champions : 2008
- Scottish League
  - Champion : 2010
- Scottish Football League Third Division
  - Champion : 2013